# Свиридовский (Волгоградская область)
Свиридовский — хутор в Суровикинском районе Волгоградской области России. Входит в состав Ближнеосиновского сельского поселения.

## История
В «Списке населённых мест Земли Войска Донского», изданном в 1864 году, населённый пункт упомянут как хутор Свиридов в составе юрта станицы Верхне-Чирской Второго Донского округа, при речке Чиру, расположенный в 28 верстах от окружной станицы Нижне-Чирской. В Свиридове имелось 70 дворов и проживало 390 жителей (190 мужчин и 200 женщин).

Согласно Списку населённых мест Области Войска Донского по переписи 1873 года в населённом пункте насчитывалось 69 дворов и проживало 198 душ мужского и 235 женского пола.

В 1921 году в составе Второго Донского округа включен в состав Царицынской губернии. В период с 1928 по 1935 годы хутор входил в состав Нижне-Чирского района. В 1935 году перешёл в подчинение новообразованного Кагановичского района (в 1957 году переименован в Суровикинский).
По состоянию на 1940 год Свиридовский входил в состав Ближне-Осиновского сельсовета.

## География
Хутор находится в юго-западной части Волгоградской области, на левом берегу реки Чир, на расстоянии примерно 5 километров (по прямой) к юго-востоку от города Суровикино, административного центра района. Абсолютная высота — 35 метров над уровнем моря.

Климат классифицируется как влажный континентальный с тёплым летом (согласно классификации климатов Кёппена — Dfa).
Часовой пояс
Хутор Свиридовский, как и вся Волгоградская область, находится в часовой зоне МСК (московское время). Смещение применяемого времени относительно UTC составляет +3:00.

## Население
| 2010 |
| ---- |
| 115  |

Гендерный состав
По данным Всероссийской переписи населения 2010 года в гендерной структуре населения мужчины составляли 55,7 %, женщины — соответственно 44,3 %.
Национальный состав
Согласно результатам переписи 2002 года, в национальной структуре населения русские составляли 61 %.

## Инфраструктура
В Свиридовском функционирует фельдшерско-акушерский пункт.

## Улицы
Уличная сеть хутора состоит из 3 улиц.